# Lingua malaysiana
La lingua malaysiana (bahasa Malaysia, IPA: [baˈhasə malajˈsiə]; in alfabeto arabo: بهاس مليسي), o lingua malese malaysiana (Bahasa Melayu Malaysia), è una lingua austronesiana parlata in Malaysia. Viene scritta con l'alfabeto latino di derivazione spagnola e creato durante il colonialismo. Le differenze di pronuncia tra Bahasa Malaysia e Bahasa Indonesia sono poche. Le due lingue a loro volta sono due varietà di uno stesso substrato comune, la lingua malese, un'evoluzione dell’Old Malay e una lingua austronesiana separatasi.

## Distribuzione geografica
Il malaysiano è la variante della lingua malese parlata in Malaysia, ed è parlata dalla maggior parte della popolazione malaysiana.
Ufficialmente, l'articolo 152 della costituzione malaysiana stabilisce in realtà che "la lingua nazionale è la lingua malese".